# Девушки из «Согдианы»
«Девушки из „Согдианы“» — советский художественный музыкальный фильм, снятый режиссёром Мукадасом Махмудовым в 1987 году на киностудии «Таджикфильм» на музыку Александра Зацепина. Премьера состоялась 17 октября 1988 года.

## Сюжет
Студентка Малика учится в одном из институтов столицы Таджикской ССР — Душанбе. Её хобби — хоккей на траве, она центральная нападающая женской команды «Согдиана». Случайно в аэропорту Малика знакомится с Саидом, учившимся в университете Бомбея, где юноша, оказывается, постиг не только гуманитарные науки, но и игру в хоккей на траве, и приёмы восточных единоборств, и даже секреты мастерства индийских танцовщиц. Саид влюбляется в Малику и соглашается стать тренером «Согдианы». Но гордая девушка, обидевшись на критику нового тренера, уходит в секцию синхронного плавания. Под видом корреспондента Саид проникает в бассейн. Его встреча с Каримом — тренером Малики, человеком карьеристских устремлений, заканчивается дракой, во время которой Саид лихо демонстрирует приёмы кунг-фу. Правда, появившиеся милиционеры препровождают его в камеру предварительного заключения. На выручку Саида мчится Малика — здесь происходит их первое любовное свидание. Но, чтобы побитый Карим забрал заявление из милиции, Малика даёт согласие стать его женой. Освобожденный Саид выводит «Согдиану» на зелёное поле стадиона. Победный исход игры решает неожиданное появление на матче Малики. Оказывается, друзья выкрали невесту со свадьбы и с помощью вертолёта доставили на поле прямо в подвенечном платье.

## В ролях
| Актёр               | Роль                                                                          |
| ------------------- | ----------------------------------------------------------------------------- |
| Андрей Градов       | тренер женской команды по хоккею на траве «Согдиана» Саид Ибрагимович Ахмедов |
| Ольга Шахпаронова   | Малика Усманова                                                               |
| Нурулло Абдуллаев   | Карим-ака (Карим Усманович Усманов)                                           |
| Александр Ходжаев   | лётчик Хасан                                                                  |
| Додохон Махмудов    | Додо                                                                          |
| Зухра Заробекова    | Гульнора                                                                      |
| Али Мухаммад        | Карим Бахадурович Бурханов                                                    |
| Д. Абдухолик-заде   | Бозорбай                                                                      |
| Рано Хамраева       | мать                                                                          |
| Юрий Сорокин        | капитан                                                                       |
| Владимир Ферапонтов | продавец газет Семён                                                          |
| Георгий Строков     | пассажир                                                                      |

### Вокал
- Екатерина Семёнова
- Лариса Кандалова
- Михаил Пахманов

## Съёмочная группа
- Режиссёр: Мукадас Махмудов
- Сценаристы: Мунид Закиров, Анатолий Шайкевич
- Оператор: Анатолий Климачев
- Композитор: Александр Зацепин
- Художник: Абдусалом Абдуллаев